# Bio (TV-program)
Bio var ett TV-program som visades i ZTV och som handlade om biofilmer. Programmet sändes i två säsonger om tolv program 1999 och 2000. Programledare var Orvar Säfström och Richard Ahlesten. Bio var Säfströms första filmprogram i TV.
Inför hösten 2000 lades programmet ner. Filmrecensionerna i ZTV flyttade till fredagsunderhållningen Ventil.